# Linda Finková
Linda Finková (* 10. května 1968 Domažlice, rozená Ludmila Finková) je česká herečka a zpěvačka.

## Životopis
Linda Finková absolvovala obor populární zpěv na Pražské státní konzervatoři Antonína Dvořáka. Zpívala s kapelou Karla Vágnera (duo Linda a Pavel) a Hany Zagorové, s Jankem Ledeckým, Vilémem Čokem, s Big Bandem Felixe Slováčka a s Dan Kohout Bandem. Nazpívala píseň v kampani proti AIDS, hostovala na mnoha albech a věnuje se především studiové práci. Věnuje se také dabingu.
Působí také jako pěvecká koučka v televizní show Tvoje tvář má známý hlas.
S bývalým manželem Richardem Genzerem má 2 děti: Viktorii a Matyáše.

## Divadelní role

### Muzikály
- 451 stupňů Fahrenheita (Mildred)
- Dracula (Nymfa a Adriana)
- Tři mušketýři (Milady de Winter, Královna Anna)
- Kleopatra (Fulvie, Isis)
- Tajemství (Kamila)
- Golem (Mariana)
- Kvítek Mandragory (uklízečka Irina)
- Krysař (Rózi)
- Muž se železnou maskou (Královna Anna) – v rámci letních vystoupení pořádaných agenturou Kultura pod hvězdami

## Diskografie
- Angelika (2008)
- Golem (2008)
- Krysař (2008)

## Filmové a televizní role
| Rok  | Film                     | Role          |
| ---- | ------------------------ | ------------- |
| 2016 | Hvězdná párty            | Sama sebe     |
|      | Tvoje tvář má známý hlas | Sama sebe     |
| 2015 | Poslední zhasne          | Vedlejší role |
| 2013 | Sejdeme se na Cibulce    | Sama sebe     |
| 2012 | Drzá Diana               | Sama sebe     |
|      | Hlas Česko Slovenska     | Sama sebe     |
| 2011 | To dáš!                  | Sama sebe     |
| 2010 | Prostři pro tři          | Sama sebe     |
|      | VIP zprávy               | Sama sebe     |
| 2008 | TOP STAR magazín         | Sama sebe     |
| 1999 | Banánové rybičky         | Sama sebe     |
| 1998 | Nikdo není dokonalý      | Sama sebe     |
| 1986 | Plaváček                 | Sudička       |

## Dabing
- 2014 Rio 2
- 2014 Včelka Mája
- 2012 Lorax
- 1998 Život Brouka